# 比里蒂巴-米里姆
比里蒂巴-米里姆是巴西圣保罗州的一个市镇。总面积316.717平方公里，总人口29694人，人口密度93.8人/平方公里。